# Liga de Voleibol Superior Masculino 2006
La Liga de Voleibol Superior Masculino 2006 si è svolta nel 2006: al torneo hanno partecipato 10 franchigie portoricane e la vittoria finale è andata per la ventiduesima volta, la quarta consecutiva, ai Changos de Naranjito.

## Regolamento
La competizione prevede che le dieci squadre partecipanti si sfidino, per circa due mesi, senza un calendario rigido, fino a disputare ventidue partite ciascuna. Le prime sei classificate accedono ai play-off: ai quarti di finale le squadre si affrontano in un round-robin, che dà accesso alle prime quattro classificate alle semifinali, da cui le prime due classificate danno vita alla finale.

## Squadre partecipanti
| - Caribes de San Sebastián - Changos de Naranjito - Gigantes de Adjuntas - Gigantes de Carolina - Indios de Mayagüez | - Leones de Ponce - Patriotas de Lares - Plataneros de Corozal - Playeros de San Juan - Vaqueros de Bayamón |

## Torneo

### Regular season

#### Classifica
| Pos. | Squadra                  | Pt | G  | V  | P  | SV | SP | Ratio | PF | PS | Ratio |
| ---- | ------------------------ | -- | -- | -- | -- | -- | -- | ----- | -- | -- | ----- |
| 1.   | Changos de Naranjito     | 40 | 18 | 15 | 3  |    |    |       |    |    |       |
| 2.   | Gigantes de Adjuntas     | 39 | 18 | 13 | 5  |    |    |       |    |    |       |
| 3.   | Patriotas de Lares       | 35 | 18 | 10 | 8  |    |    |       |    |    |       |
| 4.   | Gigantes de Carolina     | 33 | 18 | 11 | 7  |    |    |       |    |    |       |
| 5.   | Playeros de San Juan     | 26 | 18 | 10 | 8  |    |    |       |    |    |       |
| 6.   | Indios de Mayagüez       | 24 | 18 | 8  | 10 |    |    |       |    |    |       |
| 7.   | Leones de Ponce          | 23 | 18 | 7  | 11 |    |    |       |    |    |       |
| 8.   | Vaqueros de Bayamón      | 19 | 18 | 7  | 11 |    |    |       |    |    |       |
| 9.   | Plataneros de Corozal    | 17 | 18 | 4  | 14 |    |    |       |    |    |       |
| 10.  | Caribes de San Sebastián | 14 | 18 | 5  | 13 |    |    |       |    |    |       |

      Ai play-off scudetto.

### Play-off scudetto

#### Quarti di finale

##### Classifica
| Pos. | Squadra              | Pt | G  | V | P | SV | SP | Ratio | PF | PS | Ratio |
| ---- | -------------------- | -- | -- | - | - | -- | -- | ----- | -- | -- | ----- |
| 1.   | Gigantes de Carolina | 24 | 10 | 8 | 2 |    |    |       |    |    |       |
| 2.   | Patriotas de Lares   | 18 | 10 | 6 | 4 |    |    |       |    |    |       |
| 3.   | Changos de Naranjito | 17 | 10 | 5 | 5 |    |    |       |    |    |       |
| 4.   | Gigantes de Adjuntas | 16 | 10 | 6 | 4 |    |    |       |    |    |       |
| 5.   | Indios de Mayagüez   | 9  | 10 | 3 | 7 |    |    |       |    |    |       |
| 6.   | Playeros de San Juan | 6  | 10 | 2 | 8 |    |    |       |    |    |       |

      In semifinale play-off scudetto.

#### Finale
|  | Semifinali | Semifinali           | Semifinali |                      |   | Finale               | Finale | Finale |  |
|  |            |                      |            |                      |   |                      |        |        |  |
|  | 1          | Gigantes de Carolina | 3          |                      |   |                      |        |        |  |
|  | 1          | Gigantes de Carolina | 3          |                      |   |                      |        |        |  |
|  | 4          | Gigantes de Adjuntas | 4          |                      |   |                      |        |        |  |
|  | 4          | Gigantes de Adjuntas | 4          |                      | 3 | Changos de Naranjito | 4      |        |  |
|  |            |                      |            |                      | 3 | Changos de Naranjito | 4      |        |  |
|  |            |                      | 4          | Gigantes de Adjuntas | 2 |                      |        |        |  |
|  | 2          | Patriotas de Lares   | 4          | Gigantes de Adjuntas | 2 | 2                    |        |        |  |
|  | 2          | Patriotas de Lares   |            |                      |   |                      |        |        |  |
|  | 3          | Changos de Naranjito | 4          |                      |   |                      |        |        |  |

## Premi individuali
| Premio                   | Giocatrice         | Squadra              |
| ------------------------ | ------------------ | -------------------- |
| MVP della Regular Season | Fabrício Dias      | Indios de Mayagüez   |
| MVP delle finali         | Víctor Rivera      | Changos de Naranjito |
| Miglior palleggiatore    | José Quiñones      | Gigantes de Adjuntas |
| Miglior libero           | Gregory Berríos    | Patriotas de Lares   |
| Rising star              | José Rivera        | Patriotas de Lares   |
| Miglior esordiente       | Hernán Rivera      | Indios de Mayagüez   |
| Migliore allenatore      | Rigoberto Guilloty | Indios de Mayagüez   |
| Migliore presidente      | Norberto Santiago  | Gigantes de Adjuntas |